# Basic-Fit Brussels in het seizoen 2019/20
Het seizoen 2019/2020 was het 21e jaar in het bestaan van de Brusselse basketbalclub Basic-Fit Brussels sinds de fusie in 1999.

## Verloop
Brussels behield zijn Belgische kernspelers en trok voor de rest nieuwe buitenlanders en jeugdspelers aan. Nieuw waren: David Bell, Andell Cumberbatch, Jonathan Augustin-Fairell, Khaliq Spicer, Desonta Bradford.
In november 2019 tekende de Kroatische center Josip Jukić als vervanger voor de geblesseerde Aleksander Lichodzijewski en Khaliq Spicer. In maart 2020 net voor het stilleggen van de competitie trok Brussels Jordan Tolbert aan.
In de beker van België werd er eerst gewonnen van Melco Ieper waarna er verloren werd in de kwartfinale tegen Okapi Aalstar. In de competitie stond Brussel negen toen deze gestopt werd door de coronacrisis.

## Selectie
Antwerp Giants ·
Kangoeroes Basket Mechelen ·
Leuven Bears ·
Liège Basket ·
Limburg United ·
Okapi Aalstar ·
Oostende ·
Basic-Fit Brussels ·
Union Mons-Hainaut ·
Spirou Charleroi